# 오금란
오금란(吳錦蘭, 1965년 11월 5일 ~ )은 대한민국의 제9대 서울특별시 노원구의원이자, 제11대 서울특별시의원이다.

## 학력
- 성균관대학교 일반대학원 화학공학과 공학석사 졸업

## 경력
- 노원구 성장부모회 회장
- 한국과학기술연구원(KIST) 고분자연구부 위촉연구원
- 파란동그라미사회적협동조합 이사장
- 2022.07 ~ 2024.03 제9대 서울특별시 노원구의회 의원
- 2022.07 ~ 2024.03 제9대 서울특별시 노원구의회 전반기 운영위원회 위원장
- 2022.07 ~ 2024.03 제9대 서울특별시 노원구의회 전반기 보건복지위원회 위원
- 2022.07 ~ 2024.03 제9대 서울특별시 노원구의회 전반기 예산결산특별위원회 부위원장
- 2023.10 ~ 2024.03 제9대 서울특별시 노원구의회 노원구탄소중립을위한특별위원회 위원
- 2024.04 ~ 제11대 서울특별시의회 의원
- 2024.04 ~ 2024.07 제11대 서울특별시의회 행정자치위원회 위원
- 2024.07 ~ 제11대 서울특별시의회 보건복지위원회 부위원장

## 역대 선거 결과
|  | 43.80% |

|  | 43.36% |